# Cuvânt telescopat

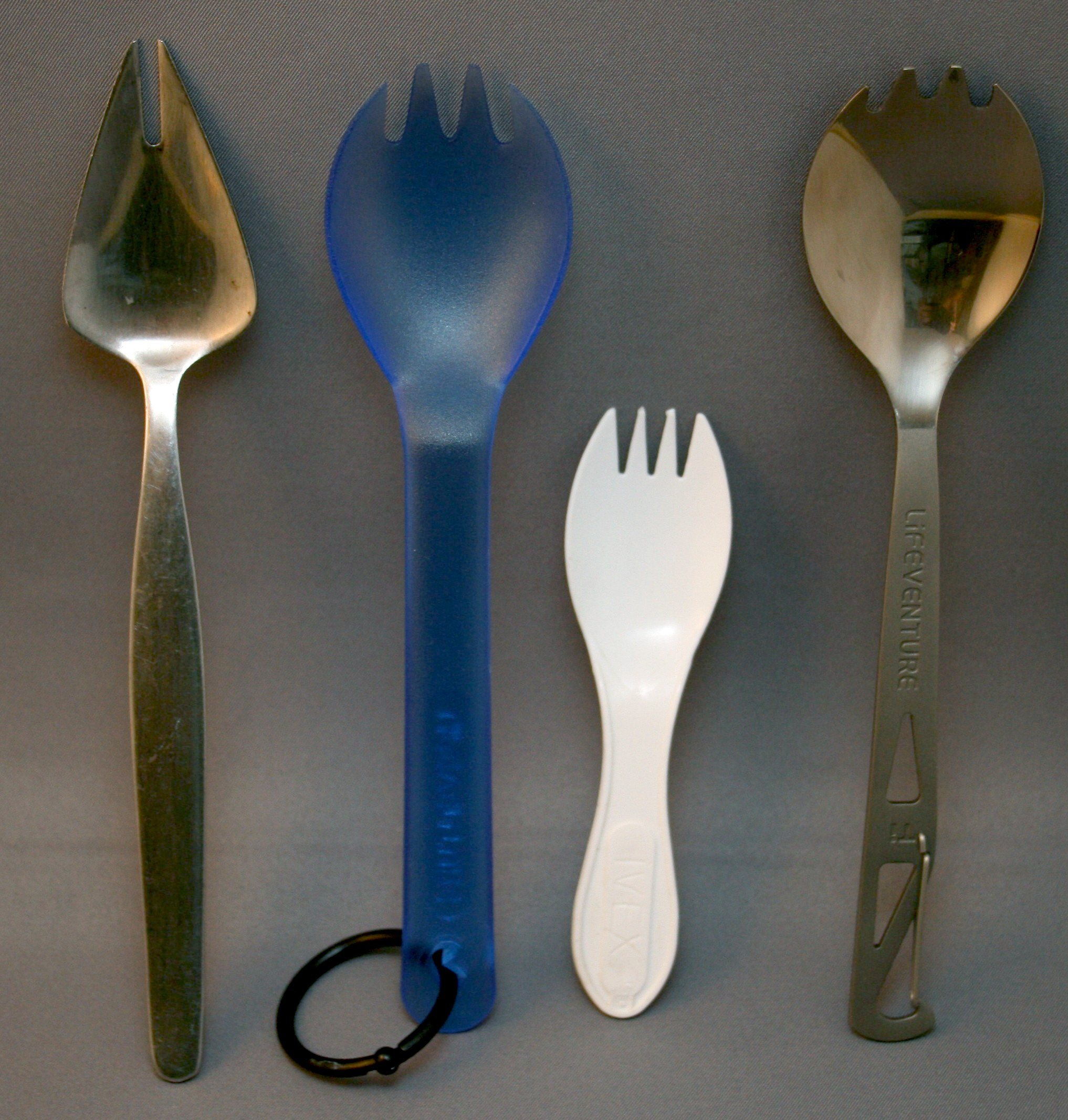
Tipuri de furculinguri

În lingvistică, prin cuvânt telescopat se înțelege în general un cuvânt nou format prin combinarea a două cuvinte existente, astfel încât cel puțin unul din ele este trunchiat. În cazul când ambele sunt trunchiate, componentele cuvântului telescopat sunt segmentul inițial al primului cuvânt și segmentul final al celui de-al doilea. Uneori, ambele segmente sunt mai mari de un sunet, alteori unul din segmente este numai un sunet. În unele cazuri, unul din componente este un cuvânt întreg, iar celălalt un segment de unul sau mai multe sunete. Uneori, partea finală a primului component este comună cu partea inițială a celui de-al doilea. Cuvintele care se combină pot fi și părți ale aceleiași sintagme.
În lingvistica franceză, un asemenea cuvânt se numește cel mai frecvent mot-valise (literal „cuvânt-valiză”), uneori mot-portemanteau (lit. „cuvânt-cufăr pentru haine atârnate”), mai rar și mai tehnic mot composé par télescopage „cuvânt compus prin telescopare” sau amalgame lexical, iar definiția lor este cea de mai sus. În lingvistica de limbă engleză, cuvântul telescopat este numit portmanteau word, blend, amalgam, fusion „fuziune”, hybrid sau telescoped word „cuvânt telescopat”. Unii autori înțeleg prin acești termeni și cuvinte formate din părți inițiale de cuvinte, ex. Interpol (← International Criminal Police Organization). În lingvisticile franceză și română, cuvinte ca cel din urmă sunt numite „acronime”.
Din punct de vedere semantic, cuvintele telescopate sunt de două feluri. Unele sunt formate din cuvinte cu sensuri diferite și formează un cuvânt cu un sens care are o legătură semantică numai ad-hoc, contextuală, cu cele două componente, ex. fariseismic (← fariseu + seismic). Altele se combină din sinonime sau cuvinte făcând parte din aceeași sferă semantică, sensul cuvântului nou fiind aproximativ același cu al cuvintelor bază. Primele sunt creații conștiente, unele ocazionale și efemere, altele cu scop de îmbogățire a lexicului, iar cele din urmă sunt numite și contaminări, la origine abateri accidentale, dintre care numai unele se generalizează și până la urmă se impun în limbă. Dintre exemplele următoare, primele trei sunt asemenea cuvinte, iar ultimele două rămân accidentale:
ro  cocostârc ← cocor + stârc;
fr  cahute „colibă” ← cabane „magherniță” + hutte „cocioabă”;
hu  rémiszt ← rémít „a îngrozi” + ijeszt „a speria”;
en  swurse ← swear „a jura” + curse „a înjura”;
en  Mozart’s symphonatas „simfonatele lui Mozart” ← symphonies „simfonii” + sonatas „sonate”.
Sunt considerate cuvinte telescopate și cele formate prin haplologie. Formează un cuvânt telescopat numai atunci când are loc între două cuvinte, constând în căderea unuia din sunetele sau grupurile de sunete succesive, identice sau asemănătoare din cuvinte învecinate. Astfel s-au format cuvintele fr  tragi-comique și tragi-comédie din cuvintele compuse tragico-comique, respectiv tragico-comédie. Acestea au fost împrumutate de mai multe limbi, printre care româna: tragicomic, tragicomedie.
În continuare se tratează numai cuvintele telescopate formate din cuvinte cu sensuri diferite.

## În limba română
În română, formarea de cuvinte telescopate nu este un mijloc important de îmbogățire a lexicului. Asemenea cuvinte sunt prezente în argou și în registrele de limbă popular și familiar, dar nu ajung în varietatea standard a limbii și au o viață mai mult sau mai puțin lungă, în funcție și de contextul social-politic, precum primele două exemple următoare, creații de dinainte de 1990:
falimentara ← faliment + alimentara;
tembeliziune ← tembel + televiziune;
a furgăsi ← a fura + a găsi.
Alte cuvinte telescopate sunt cu totul ocazionale și efemere.
Unii scriitori recurg la telescoparea cuvintelor pentru a realiza efecte de stil, ex. slavonvechite, vechincuiate (Paul Goma), universecuritari (Luca Pițu).
După 1989, cuvintele telescopate sunt atestate mai ales în publicitate și în mass-media.
Creatorii de reclame se străduiesc să atragă atenția asupra firmelor prin integrarea numelor lor și în cuvinte telescopate. Acestea sunt creații ocazionale:
ATACUL DOMOFERTELOR (DOMOFERTA ← DOMO + oferta);
eMAGIA Sărbătorilor. Cele mai tari cadouri sunt aici (eMAGIA ← eMAG + magia);
BRICO DÉPÔT – Depocrația prețurilor mici (depocrația ← Dépôt (pronunțat [depo]) + democrația);
Aegon îi premiază pe cei ce aegonomisesc (aegonomisi ← Aegon + a economisi).
Cele mai multe cuvinte telescopate, tot ocazionale, se găsesc în presă:
Falsitatăl nostru care ești în… (falsitatăl ← falsitate + tatăl);
Urmează scandalul Moculozaurilor ← Moculescu + dinozaur;
Moș Messengerilă ← Messenger + Gerilă;
Cluj-Napocalipsa ← Napoca + apocalipsa;
Amintiri din Robocopilărie ← RoboCop + copilărie.

## În limba franceză
Lingviștii, literații și pedagogii care se ocupă de limba franceză acordă o mare atenție cuvintelor telescopate, care sunt mult mai frecvente decât în română. Doar în Franța, între anii 2001 și 2010 au apărut treisprezece dicționare de cuvinte telescopate fanteziste, mai ales pentru copii, cu scop ludic. În școlile elementare și gimnaziale, în scopul familiarizării cu lexicul, elevii fac și exerciții de telescopare de cuvinte.
În literatura artistică există atestări relativ vechi de cuvinte telescopate. De pildă, în 1534, a apărut, în Gargantua de François Rabelais, cuvântul sorbonagre (← Sorbonne „Sorbona” + onagre „onagru”), cu care autorul îi ironiza pe teologii care dominau universitatea din Paris. Victor Hugo, Raymond Queneau, Boris Vian etc. au recurs și ei la cuvinte telescopate.
Alte exemple mai vechi sunt:
phalanstère „falanster” ← phalange „falangă” + monastère „mănăstire”), creație a lui Charles Fourier;
autobus „autobuz” ← automobile omnibus.
În Franța și în Québec există o preocupare oficială de a limita pătrunderea în limbă a împrumuturilor din engleză. René Étiemble a creat tocmai un cuvânt telescopat, franglais (← français „franceză” + anglais „engleză”), pentru a denumi limbajul cu multe anglicisme, termen care s-a și impus. Există organisme care propun sistematic termeni pentru denumirea în franceză a realităților nou apărute, printre care și cuvinte telescopate. Astfel au fost creați termeni recomandați oficial, dintre care unii s-au impus, alții nu, precum:
alicament ← aliment „aliment” + médicament „medicament”;
clavardage „chat” ← clavier „tastatură” + bavardage „taifas”;
partagiciel „shareware” ← partager „a împărtăși” + logiciel „software”;
pourriel „spam” ← poubelle „pubelă” + courriel „e-mail”;
tapuscrit „text dactilografiat” ← taper „a scrie pe o tastatură” + manuscrit „manuscris”;
vidéaste „creator de videouri” ← vidéo + cinéaste „cineast”.
Exemple de substantive proprii cuvinte telescopate sunt:
Midouze – numele deja vechi al unui râu format de confluența a alte două râuri, Midou și Douze;
Corail (numele unui tip de vagon) ← confort + rail „șină”;
Transilien (numele rețelei de căi ferate regionale din Île-de-France) ← transport + francilien (adjectiv corespunzător lui Île-de-France).
Cuvinte telescopate ocazionale, fanteziste sunt, de exemplu:
bovidéaliste ← bovidé „bovide” + idéaliste „idealist”;
Distractionnaire „distracționar” ← distraction „distracție” + dictionnaire „dicționar”;
fictionnaire „ficționar” ← fiction „ficțiune” + dictionnaire;
toasticomane „iubitor de pâine prăjită” ← toast „pâine prăjită” + toxicomane „toxicoman”.

## În limba engleză
În această limbă, cuvintele telescopate sunt de asemenea mult mai numeroase decât în română. Multe asemenea substantive comune au intrat în varietatea standard a limbii:
brunch ← breakfast „mic dejun” + lunch „prânz”;
motel ← motor + hotel;
simulcast „transmisie în direct” ← simultaneous broadcast;
smog ← smoke „fum” + fog „ceață”;
spork „furculingură” ← spoon „lingură” + fork „furculiță”.
Au fost create după același model, mai ales din nume de limbi și English „limba engleză”, mai multe cuvinte care denumesc limbaje influențate de engleză sau varietăți ale limbii engleze influențate de alte limbi:
Denglish ← Deutsch „germană” + English;
Hinglish „engleză indiană” ← Hindi + English;
Hunglish ← Hungarian „maghiară” + English;
Singlish „engleza din Singapore” ← Singapore + English.
Substantive proprii cuvinte telescopate sunt:
Eurovision (numele rețelei de schimburi între televiziuni al UERT) ← Europe + television;
Wikipedia ← wikiwiki „rapid” (cuvânt hawaiian) + encyclopedia „enciclopedie”.
Un exemplu de cuvânt telescopat ocazional este californication ← California + fornication „desfrânare”.

## În limba maghiară
În această limbă, cuvintele telescopate sunt mai puțin frecvente decât în engleză sau în franceză, dar ceva mai numeroase decât în română. La sfârșitul secolului al XVIII-lea și începutul celui de-al XIX-lea a existat o mișcare numită de „înnoire a limbii” în care o seamă de cărturari au căutat să înlocuiască împrumuturile din latină și germană, printre altele și cu cuvinte telescopate. Dintre acestea unele s-au impus și sunt actuale, de exemplu:
- csőr „cioc” ← cső „țeavă” + orr „nas”[4];
- lég „aer” ← levegő ég (literal „cer plutitor”, numele vechi al aerului)[38];
- talaj „sol” ← talp „talpă” + alj „ceva ce este jos”[39];
- zongora „pian”, evoluat din zengora ← zeng „a suna, a rezona” + tambora (numele unui instrument muzical cu corzi)[40].

Creații relativ recente și cunoscute, dar neintrate în varietatea standard sunt, de pildă:
csalagút „tunelul Canalului Mânecii” ← csatorna „canal” + alagút „tunel”;
citrancs „grepfrut” ← citrom „lămâie” + narancs „portocală”.
Cuvinte telescopate ocazionale apar în opere artistice, în articole de presă etc.:
huhogányos ← huhog „huhură” + tudományos „științific”.
csőrmester ← csőr „cioc” + őrmestrer „plutonier”;
házaspárbaj ← házaspár „cuplu căsătorit” + párbaj „duel”.

## Împrumuturi de cuvinte telescopate
Precum cuvintele în general, și cuvintele telescopate fac obiectul unor împrumuturi. Unele formate în engleză, ca motel sau smog, ori francezul autobus au fost preluate de mai multe limbi, iar unele substantive proprii ca Eurovision sau Wikipedia au devenit practic internaționale.
Unele telescopări sunt calcuri lingvistice. Un exemplu în română este furculingură (← fuculiță + lingură), după englezescul spork, deși ordinea componentelor este inversată.